# Église Saint-Nicolas de Dobrinci
Pour les articles homonymes, voir Église Saint-Nicolas.
L'église Saint-Nicolas de Dobrinci (en serbe cyrillique : Црква Светог Николе у Добринцима ; en serbe latin : Crkva Svetog Nikole u Dobrincima) est une église orthodoxe serbe située à Dobrinci, dans la province de Voïvodine, dans le district de Syrmie et dans la municipalité de Ruma en Serbie. Elle est inscrite sur la liste des monuments culturels de grande importance de la république de Serbie (identifiant no SK 1300).

## Présentation
Le constructeur de Sremska Mitrovica Franc Sigl a été engagé par la communauté ecclésiastique en 1808 pour édifier à Dobrinci une église sur le plan de celle d'Ilok. L'édifice fait ainsi partie des églises typiques de la Voïvodine du début du XIXe siècle : elle est constituée d'une nef unique prolongée par une abside demi circulaire ; la façade occidentale est dominée par un clocher. Les façades sont rythmées horizontalement une plinthe et par une corniche courant sous le toit et, verticalement, par des pilastres encadrant les ouvertures.

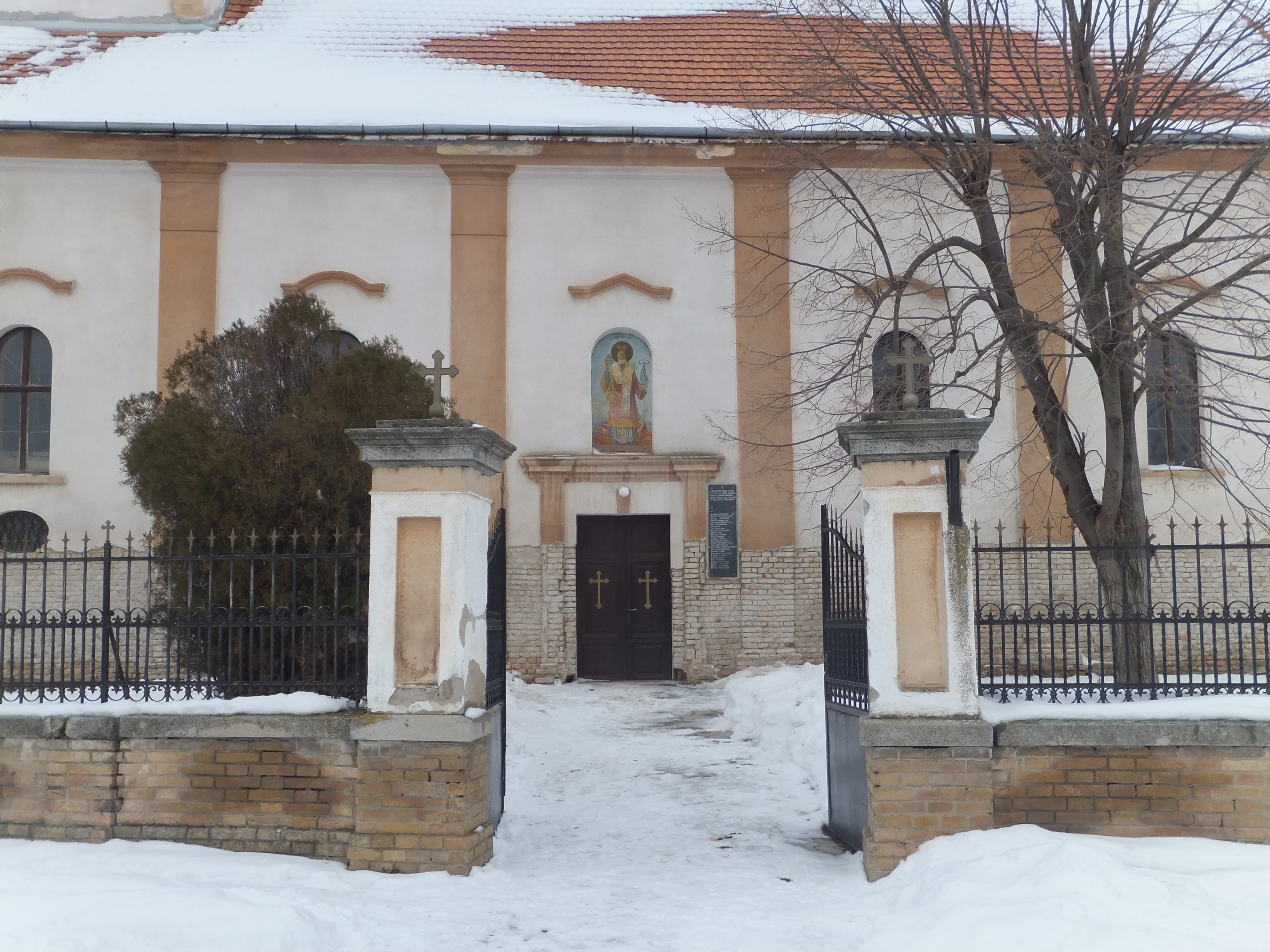
Autre vue de l'église

L'intérieur est orné de fresques peintes par Petar Čortanović en 1831. L'iconostase de style baroque a été réalisée par un sculpteur sur bois et peinte par un artiste inconnus de la seconde moitié du XVIIIe siècle.
Des travaux de restauration ont été réalisés sur l'édifice en 1971, 1978 et 2004.